# Dick Esser
Rius Theo ("Dick") Esser (Makassar, Nizozemska Istočna Indija, 9. srpnja 1918. – Leiden, Nizozemska, 8. ožujka 1979.) je bivši nizozemski hokejaš na travi. 
Osvojio je brončano odličje na hokejaškom turniru na Olimpijskim igrama 1948. u Londonu igrajući za Nizozemsku. Odigrao je svih sedam susreta kao navalni igrač.
Osvojio je srebrno odličje na hokejaškom turniru na Olimpijskim igrama 1952. u Helsinkiju igrajući za Nizozemsku. Na turniru je odigrao sva tri susreta na mjestu napadača.

## Vanjske poveznice
- Nizozemski olimpijski odbor
- Profil na DatabaseOlympics